# Muiz ud din Bahram
Muiz ud-Din Bahram (tiếng Ba Tư: معز الدین بهرام; 9 tháng 7 năm 1212 – 15 tháng 5 năm 1242, trị. 1240–1242) là sultan thứ sáu của Vương triều Mamluk.

## Liê kết ngoài
- Ấn Độ qua các thời đại
- Triều đại nô lệ